# Скокови
Ско́кови (рос. Скоковы) — присілок у складі Слободського району Кіровської області, Росія. Входить до складу Денисовського сільського поселення.
Населення становить 35 осіб (2010, 10 у 2002).
Національний склад станом на 2002 рік — росіяни 100 %.